# Șekî, Lubnî
Șekî (în ucraineană Шеки) este localitatea de reședință a comunei Șekî din raionul Lubnî, regiunea Poltava, Ucraina.

## Demografie
Componența lingvistică a localității Șekî
     Ucraineană (98,87%)
     Rusă (1,13%)
Conform recensământului din 2001, majoritatea populației localității Șekî era vorbitoare de ucraineană (98,87%), existând în minoritate și vorbitori de rusă (1,13%).